# René Gillet (homme politique)
Pour les articles homonymes, voir René Gillet et Gillet.
Antoine, Joseph, René Gillet est un homme politique français né le 5 août 1845 à Ligny-en-Barrois (Meuse) et mort le 7 janvier 1923 à Beauzée-sur-Aire (Meuse).

## Biographie
Fils d'un employé des contributions indirectes, il devient docteur en médecine en 1870 et s'installe à Beauzée-sur-Aire en 1871. Il se présente à l'élection départementale contre Victor Louis de Benoist sans parvenir à battre ce bonapartiste installé depuis 1848, et ancien député entre cette même année et 1870. Il entre cependant au conseil municipal de Beauzée en novembre 1874 et devient maire en 1876. Il est révoqué durant les suites du 16 mai 1877 le 12 août 1877. Il en redevient maire en décembre 1877 après la victoire républicaine. Cette action en fait une figure républicaine du département. Il est donc élu conseiller général du canton de Triaucourt de 1880 à 1892 et député de la Meuse de 1885 à 1889, siégeant dans l'Union républicaine. Il intervient à la Chambre surtout sur des questions fiscales et vote les actes des gouvernements opportunistes, contre le général Boulanger et pour le retour au scrutin d'arrondissement. Il échoue cependant en 1889 avec une réduction d'un siège pour la Meuse et se retrouve face à de fortes personnalités comme Raymond Poincaré ou Jules Develle. En compensation, il est nommé percepteur à Argenteuil mais ne peut se présenter aux municipales et départementale en 1892. 
Il revient dans le département et en 1898, il retrouve son siège de conseiller général puis la mairie en 1904. Il est cependant devenu beaucoup plus conservateur et s'oppose souvent à ses anciens alliés donc Poincaré. Il réclame la suppression des préfets et sous-préfets en 1906, puis demande en 1907 de réduire de les indemnités parlementaires de moitiés, la suppression du Sénat et la division par deux du nombre de députés. Il se fait étiqueter de « nationaliste » et de «progressiste de droite » par les préfets successifs. En parallèle, il doit divorcer de sa femme après des difficultés familiales. Durant la Première guerre mondiale, il fuit devant l'avancée allemande. Le gouvernement de Bordeaux le sanctionne immédiatement en indiquant le 26 septembre 1914 qu'il avait abandonné son poste et laissé derrière ses administrés. Il ne se représente pas en 1919 à sa succession au Conseil général et meurt en 1923 dans l'oubli. 

## Sources
- « René Gillet (homme politique) », dans Adolphe Robert et Gaston Cougny, Dictionnaire des parlementaires français, Edgar Bourloton, 1889-1891 [détail de l’édition]
- « René Gillet (homme politique) », dans le Dictionnaire des parlementaires français (1889-1940), sous la direction de Jean Jolly, PUF, 1960 [détail de l’édition]
- Dir. Jean El Gammal, François Roth et Jean-Claude Delbreil, Dictionnaire des Parlementaires lorrains de la Troisième République, Metz, Serpenoise, 2006 (ISBN 2-87692-620-2, OCLC 85885906, lire en ligne), p. 216-218